# Odensåkers distrikt
Odensåkers distrikt är ett distrikt i Mariestads kommun och Västra Götalands län. 
Distriktet ligger söder om Mariestad. 

## Tidigare administrativ tillhörighet
Distriktet inrättades 2016 och utgörs av socknen Odensåker i Mariestads kommun.
Området motsvarar den omfattning Odensåkers församling hade 1999/2000.